# صفية خاتون
صفية خاتون هي زوجة الملك العقيلي مسلم بن قريش ووالدة إبنه الأمير علي بن مسلم، ساعدت في إخراج الأمير إبراهيم بن قريش بعد أن وقع أسيرًا عند السلاجقة، ومن ثم دعمت إبنها علي للصعود إلى عرش الدولة العقيلية في الموصل بعد موت شرف الدولة مسلم. تنتمي خاتون لسلالة السلاجقة، والدها هو جغري بك وأخوها هو ألب أرسلان وهي عمة جلال الدولة ملك شاه. بعد موت زوجها الأمير مسلم، تزوجت بأخيه الأمير إبراهيم.